# سسیلی لفورت
سسیلی لفورت (انگلیسی: Cecily Lefort; ۳۰ آوریل ۱۹۰۰ – فوریه ۱۹۴۵) یک فرد نظامی اهل بریتانیا بود.